# 利格列汀
利格列汀（INN：linagliptin）或译利拉利汀，屬於新一代DPP-4抑制劑（DPP-4 inhibitors）的糖尿病藥物，於2011年5月獲美國食品及藥物管理局核准，在配合飲食及運動下，用於治療成年人二型糖尿病。
利格列汀是一種非主要經由腎臟排出體外的DPP-4抑制劑口服抗糖尿病藥。多項研究發現，只有5%的利格列汀藥物由腎臟排出，其餘大部分未經代謝的藥物會由膽汁及腸道排泄出來，並不如其他同類口服糖尿病藥物（如﹕西他列汀（sitagliptin）、維格列汀（vildagliptin）及沙格列汀（saxagliptin））有近7成至9成經腎臟排出 。
利格列汀由德國藥廠研發，與美國藥廠共同推廣，商品名為Trajenta，中文商品則名為 「糖漸平」(台灣) 、「糖安達」（香港）或「歐唐寧」（中國大陸）。

## 作用機制
二肽基肽酶-4（DPP-4）是人體酵素的一種，能迅速分解兩種腸促胰島素，包括胰升糖素樣肽（GLP-1）及腸抑胃肽（GIP）。GLP-1和GIP的功能，是刺激胰臟beta細胞製造及分泌胰島素，特別是在進食後血糖水平升高時。GLP-1還有另一項功能，就是抑制胰臟alpha細胞分泌胰升糖素，從而減少肝糖的製造。因此，作為DPP-4抑制劑，利格列汀能夠在血糖濃度高時黏附於DPP-4上，阻止其分解腸促胰島素，延長GLP-1和GIP的壽命，從而促進胰島素分泌，降低胰升糖素水平，改善血糖控制。
DPP-4抑制劑標誌着二型糖尿病治療的一個創新方向，作用機制獨特，與其他類型的二型糖尿病藥物有別。

## 臨床研究

利格列汀已完成第三期臨床試驗計劃，以証實單獨治療及合併其他常用抗糖尿病藥（例如甲福明、磺胺脲類或格列酮類）的療效、安全性與耐受性。整個計劃的試驗中心分佈全球約40個國家，共納入超過5,000名二型糖尿病病人，當中有過千名病人患有不同程度的腎功能受損，因此臨床試驗計劃中亦包括兩項獨立的長期研究，集中評估利格列汀對治療輕度、中度及重度腎功能受損的二型糖尿病病人的安全性及療效  。

## 療效
整體研究結果顯示  ，無論單獨治療或合併其他抗糖尿病藥物如甲福明、磺胺脲類或格列酮類，利格列汀的控糖療效均十分顯著、持久而且具臨床意義。八項隨機對照研究共納入5,239名二型糖尿病病人，評估利格列汀的療效和安全性。共有3,319名二型糖尿病病人接受利格列汀治療，當中929名年齡65歲或以上；1,238名患有輕度腎功能受損；143名患有中度腎功能受損。結果證實，每天一次利格列汀能顯著改善血糖控制，對病人體重並沒有造成具臨床意義的影響。所有子群組（性別、年齡、腎功能受損程度、體重指數）的糖化血紅素下降幅度相若。
部分研究更發現 ，利格列汀能大幅改善beta細胞的功能（beta細胞負責製造及分泌胰島素） 。
另外一項為期逾兩年的長期研究，比較利格列汀或格列美脲加入甲福明治療後的效果12。結果顯示，利格列汀能有效降糖，療效不但與格列美脲相若，而且不會引致體重上升，出現血糖過低的風險較格列美脲低，發生心血
管事件的情況也較少。目前的臨床研究証實利格列汀有以下的特點：
- 持久穩定血糖至理想目標，具有臨床意義
- 安全性及耐受性良好，血糖過低的風險相當低
- 不會引致體重上升
- 無須調節藥物劑量。即使服用者同時患有其他疾病或服用其他藥物，甚至有腎功能受損，也無須調校利格列汀的用藥劑量（利格列汀並非主要依靠腎臟排出體外）。

## 安全性與耐受性
利格列汀的整體副作用發生率與安慰劑相若，耐受性佳 。即使單獨用藥或合併其他抗糖尿病藥物如甲福明、磺胺脲類或格列酮類，病人出現血糖過低的風險並無顯著增加。當與其他常用的抗糖尿病藥物合併治療，利格列汀亦無產生明顯的藥物相互作用，意味着不論病人是否患有其他疾病或同時服用其他常見的藥物，都適合接受利格列汀治療。與磺胺脲類、 格列酮類或胰島素治療不同，利格列汀並不會引致體重上升，亦不會產生傳統抗糖尿病藥常見的副作用。與許多傳統二型糖尿病治療相反，開始利格列汀治療時，病人無需經歷一段劑量調校期（即逐步增加劑量）以找出適當的治療劑量。

## 劑量
利格列汀的一般劑量是5毫克藥片。

## 不宜服用的人士
- 對利格列汀有效成分過敏
- 患有一型糖尿病
- 有糖尿病酮症酸中毒症
- 懷孕、正在授乳或準備授乳

## 副作用
研究証實少數服用者會出現血糖過低的情況，而極少數服用者會出現過敏的情況。